# Can Pujol (Badalona)
Can Pujol és una masia situada al barri de Canyet de Badalona, catalogada com a bé cultural d'interès local.

## Història
Té l'origen en una vil·la romana, a més de ser una de les més grans del barri. Amb tot, la construcció actual és d'origen medieval, documentada al segle xiii. Als segles xiv i xv era propietat de la família Canyet, membre d'una família considerats els primers pobladors de l'indret. La casa va mudar de nom a partir de 1421, quan Valentina, pubilla dels Canyet, filla de Berenguer Canyet, es va casar amb Berenguer Pujol. L'hereu d'ambdós va ser Pere Pujol, i des d'ençà aleshores la casa va ser coneguda com can Pujol.
Ha sofert diverses ampliacions, la més important al segle xviii, que li va donar la imatge actual. Als segles xviii i xix els propietaris van fer construir habitatges populars al carrer de Can Pujol, al barri de Canyet, i probablement també els del carrer d'en Pujol, al barri de Dalt de la Vila. Al segle xx era propietat de Ferran de Segarra i disposava de masovers. Josep Maria Folch i Torres va assessorar el propietari en la seva restauració.

## Descripció

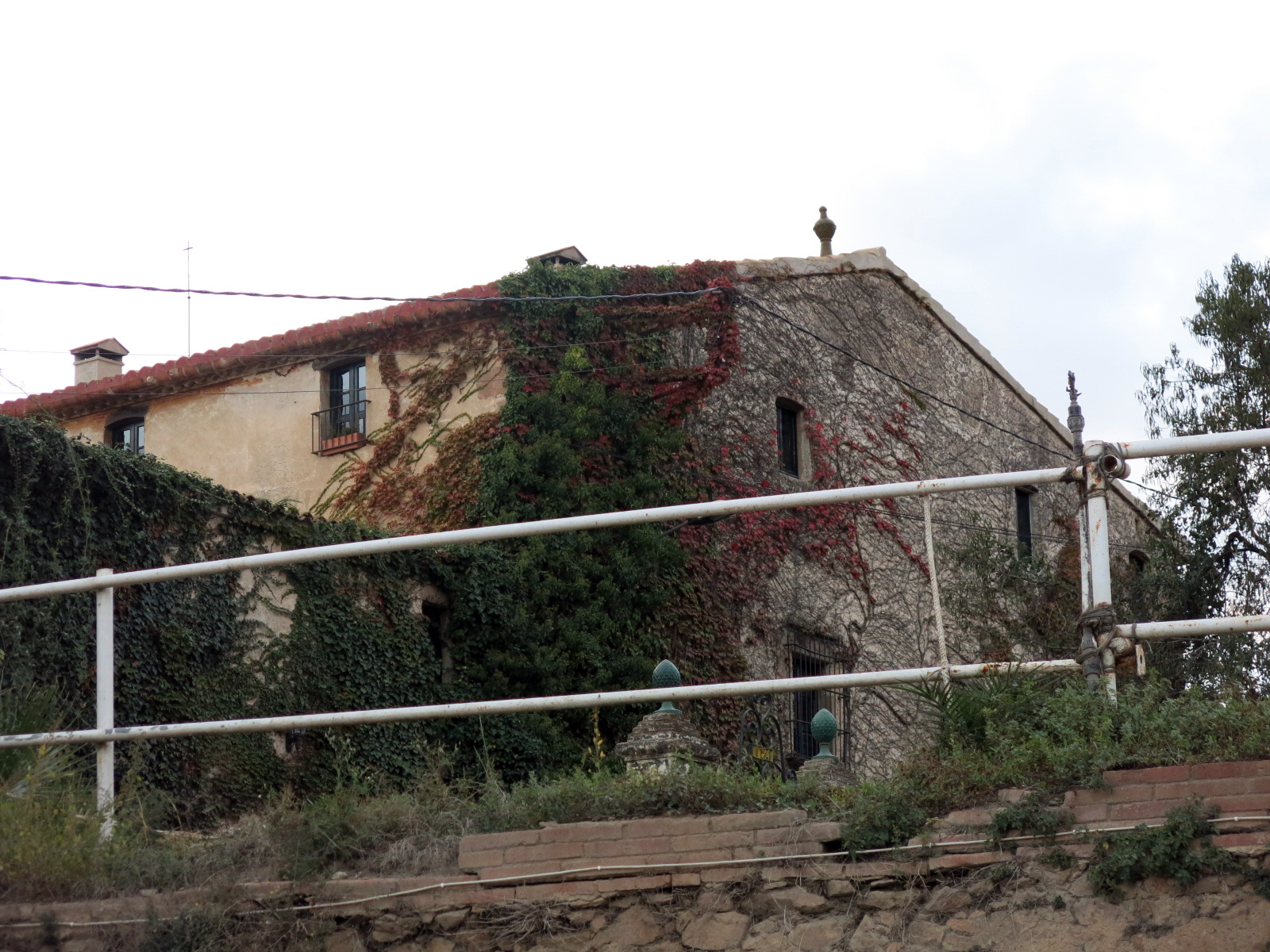
Vista des de l'Hípica

És un edifici de planta baixa, pis i golfes, que compta amb diversos annexos, destinats a les diferents tasques que s'hi feien. La masia està construïda sobre un terreny granític, disposa de murs de contenció. Al davant, la casa té un gran jardí amb dos estanys i una piscina, i tot una zona amb arbres i flors, a més d'un sector amb arcades. Des del pati s'accedeix a la casa dels masovers i a la dels amos, fornides ambdues amb mobiliari antic, i especialment la zona més noble conserva cortines, pintures, tapissos i escultures luxoses i refinades.
Es troba un lloc estratègic, en el camí antic de Badalona a Montcada, dominant tota la vall de Canyet, sobre la riera homònima i envoltada d'altres masies com el masos Oliver i Amigó, can Mas o can Grapa. És un indret que ha restat intocat al llarg dels anys i la masia hi esdevé un element paisatgístic destacat.